# 鼓動 (沢田研二の曲)
「鼓動」（こどう）は、日本の歌手である沢田研二の66枚目のシングルである。
1999年8月6日に東芝EMIのイーストワールドレーベルより発売された。

## 解説
- 同年発売のアルバム『いい風よ吹け』からの先行シングル。
- カップリング曲は同年1月の『正月コンサート』ツアーで録音されたライブバージョンが収録されている。

## 収録曲
1. 鼓動
  - 作詞：GRACE／作曲・編曲：白井良明
2. 夜の河を渡る前に ('99/1/10 Live-V)
  - 作詞：阿木燿子／作曲：沢田研二
3. 気になるお前 ('99/1/10 Live-V)
  - 作詞：安井かずみ／作曲：加瀬邦彦